# برمزید سفلی
برمزید سفلی یک روستا در ایران است که در دهستان قلعه زری شهرستان خوسف واقع شده‌است. برمزید سفلی ۲۸ نفر جمعیت دارد.